# Pas Grau Internacional
Pas Grau Internacional (Pas Grau International o PGI) es una compañía global andorrana de gestión de estaciones de esquí. Pas Grau Internacional es la subsidiaria encargada del negocio internacional de SAETDE/Grandvalira.

## Historia
La historia de Pas Grau Internacional se remonta al 1 de diciembre de 1957 cuando oficialmente abrió el primer remonte en Pas de la Casa, en Andorra, cerca de la frontera con France. Durante el verano, Francesc Viladomat, fundador de la compañía, había iniciado los trabajos estableciendo la compañía Teleesquís Viladomat.
De 1957 a 1967 la estación creada por el Sr. Viladomat fue creciendo e incorporando instalaciones con la tecnología más actual de su tiempo en Pas de la Casa. El 22 de noviembre de 1967, (Societat Anònima d’Equipament Turístic-Esportiu de la Parròquia d’Emcamp) se creó como compañía y gestionaba dos remontes, Escola and Font Negre. El 14 de agosto,  Francesc Viladomat y el Comú of Encamp firmaron el acuerdo de fusión de las dos compañías.
De 1967 a 2004, Pas de la Casa Grau Roig desarrollo nuevas instalaciones, incluyendo una silla de seis plazas, el Funicamp (Una góndola de 6.137 metros de largo), restaurantes, un estadio FIS, etc., convirtiendo la estación en la mayor de los Pirineos.
En octubre de 2003 se creó el nuevo dominio de Grandvalira
fruto de la fusión comercial entre Pas de la Casa-Grau Roig y Soldeu-el Tarter.
En 2005, Joan Viladomat fundó Pas Grau Internacional t para promocionar, asesorar y gestionar proyectos de ski y de montaña. Con Pas Grau Internacional, Grandvalira/SAETDE apalanca el conocimiento adquirido durante casi 60 años.

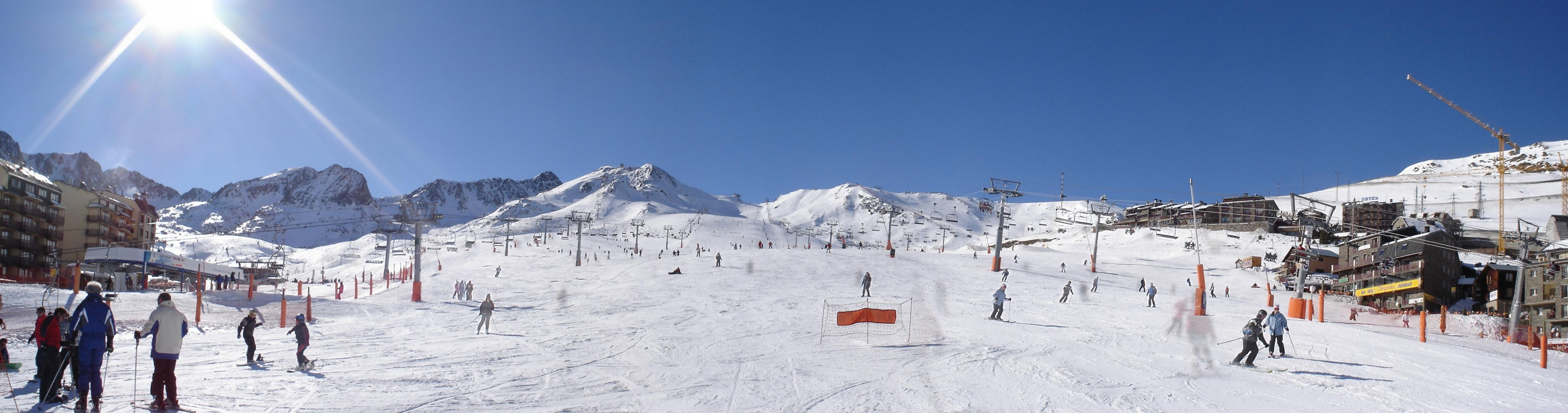
Grandvalira: Sector Pas de la Casa

## Servicios
Los servicios que Pas Grau Internacional  ofrece incluye desde la realización del Plan de Negocio, al diseño de la estación de esquí, su construcción y gestión.
Entre los servicios de diseño y construcción se incluye la identificación de oportunidades, la selección y coordinación de proveedores y análisis de eficiencia en la inversión.
Los servicios de operación y gestión son los más importantes: Gestión de Estaciones de Esquí, (Remontes, pistas, nieve producida y pisado), Desarrollo del Negocio de Montaña (Escuela de Esquí, Restauración, Actividades de Invierno y Verano, Hoteles, Tiendas y Alquiler), Ventas & Marketing (Posicionamiento, Precios, Operaciones de Venta y Central de Reservas), Servicios de Soporte (IT, Finanzas y Administración, Recursos Humanos y Servicios Compartidos).
En servicios de consultoría: Estrategia de Negocio, Análisis de Procesos y Rediseño, Benchmarking, Market intelligence, Innovación

## Principales Proyectos

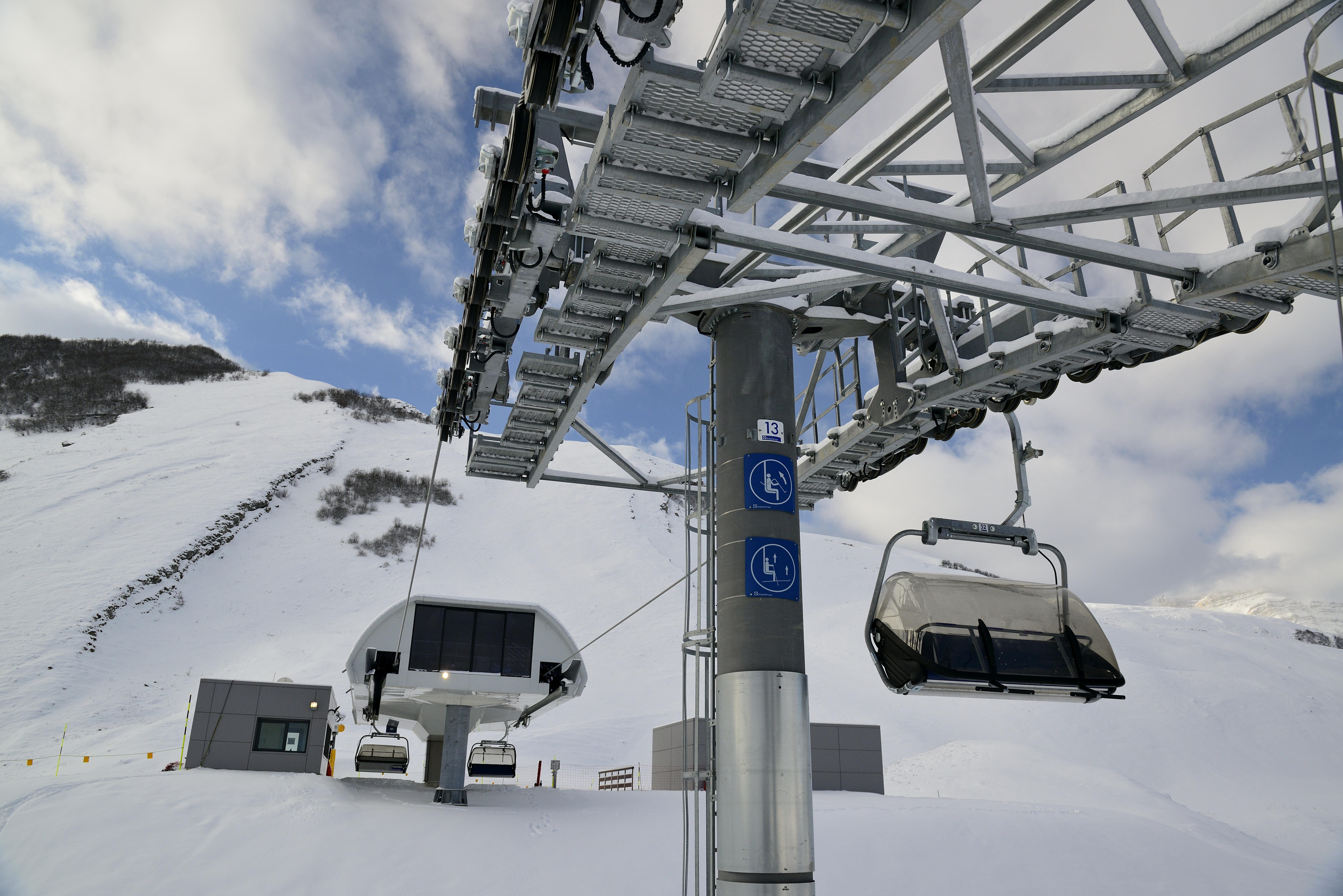
Remontes en operación en Shahdag

Actualmente  Pas Grau Internacional apoya y opera Shahdag Mountain Resort  (Azerbaiyán), Amirsoy Mountain Resort (Uzbekistán) GrandErzurum: Palandöken & Konakli (Erzurum- Turquía), Gavarnie-Gedre (Francia), Hautacam (Francia), Calafate Mountain Park (Argentina) y Shymbulak (Almatý-Kazajistán)
También Pas Grau Internacional  formó parte de un consorcio internacional para el desarrollo de Kok Zhailau (Almatý-Kazajistán) y desarrolló el Master Plan para la renovación y posicionamiento de (Bovec- Slovenia)
Pas Grau Internacional  realizó las operaciones de Erciyes (Kayseri - Turquía) y de GranPallars (Pirineos Catalanes  – España). Uno de sus primeros proyectos fue un acuerdo de formación para la estación Ski Himalayas Resort (Manali – India)